# 深圳星河雙子塔
深圳星河雙子塔是中国广东省深圳市龙岗区坂田街道雅星路8号的两座摩天大楼，东西双塔等高，建筑高度为369米，总建筑面积约36万平方米，地上73层，地下5层。于2021年12月结构封顶，并于2023年3月31日投入使用，它们是目前龙岗区最高建筑物，也是中国最高等高双子楼。

## 交通
- 深圳地铁10号线雅宝站